# Sère-en-Lavedan
Sère-en-Lavedan é uma comuna francesa na região administrativa de Occitânia, no departamento dos Altos Pirenéus. Estende-se por uma área de 1,87 km². Em 2010 a comuna tinha 77 habitantes (densidade: 41,2 hab./km²).